# جامار ساندرز
جامار ساندرز (بالإنجليزية: Jamarr Sanders)‏ مواليد 2 أغسطس 1988 في شيكاغو، هو لاعب كرة سلة أمريكي. بدأ مسيرته الاحترافية في سنة 2011. يلعب مع تليكوم باسكتس بون. يبلغ طوله 6 قدم 5 بوصة (2.0 م).

## المسيرة الاحترافية
لعب مع نادي فيرولي لكرة السلة في موسم 2013–2014، ثم لعب مع أكويلا باسكت ترينتو في الدوري الإيطالي من سنة 2014 إلى 2016، ثم لعب مع تليكوم باسكتس بون في الدوري الألماني في سنة 2017.

## روابط خارجية
- جامار ساندرز على موقع سبورتس رفرنس (الإنجليزية)
- جامار ساندرز على موقع كرة السلة الأوروبية.كوم (الإنجليزية)
- جامار ساندرز على موقع كلية كرة السلة في سبورتس رفرنس.كوم (الإنجليزية)
- جامار ساندرز على موقع ريلجم (الإنجليزية)
- جامار ساندرز على موقع بروبوليرز (الإنجليزية)
- جامار ساندرز على موقع سبورتس رفرنس (الإنجليزية)
- جامار ساندرز على موقع سبورتس رفرنس (الإنجليزية)